# Frullania clandestina
Frullania clandestina là một loài Rêu trong họ Jubulaceae. Loài này được (Nees & Mont.) Nees mô tả khoa học đầu tiên năm 1845.